# برايان روس مارتن
برايان روس مارتن (بالإنجليزية: Brian Martin)‏ هو قاضي ومدع ومحامي أسترالي، ولد في 2 سبتمبر 1947 في أديلايد في أستراليا.